# Ozola
Ozola là một chi bướm đêm thuộc họ Geometridae.

## Các loài
- Ozola apparata (Prout, 1928) — from Sumatra, Java and Borneo
- Ozola basisparsata (Walker, [1863])  — from Borneo, Engano, Palawan, and Philippines
- Ozola biangulifera (Moore, 1888)  — from Himalaya
- Ozola concreta (Prout, 1931) — from Malaysia
- Ozola defectata (Inoue, 1971) — from Japan
- Ozola extersaria (Walker, 1861) — from India
- Ozola edui (Sommerer, 1995) — from Sumatra, Singapore, and Borneo
- Ozola exigua (Swinhoe, 1902) — from Queensland)
- Ozola falcipennis  (Moore, 1888) – from Himalaya, Peninsular Malaysia, and Borneo
- Ozola hollowayi (Scoble & Sommerer, 1988) — from Sumatra, Nias, Borneo, Philippines, Sulawesi, Lesser Sundas, South Moluccas, New Guinea, Bismarck Islands, and Queensland
- Ozola indefensa (Warren, 1899) – from New Guinea
- Ozola inexcisata (Fryer, 1912) – from the Seychelles
- Ozola intransilis (Prout, 1928) — from Sumatra and Java
- Ozola impedita (Walker, 1861) — from Borneo
- Ozola japonica (Prout, 1910) — from Japan
- Ozola liwana (Sommerer, 1995) — from Sumatra and Borneo
- Ozola macariata (Walker, [1863]) — from Moluccas and Sulawesi
- Ozola microniaria (Walker, 1862) — from Sri Lanka
- Ozola minor (Moore, 1888) — from Sri Lanka, India, Andamans, Sumatra, Borneo, Philippines, and Sulawesi
- Ozola minuta (Wiltshire, 1990) — from Yemen & Saudi Arabia
- Ozola niphoplaca (Meyrick, 1886) — from Solomons
- Ozola occidentalis (Prout, 1916) — from Cameroon
- Ozola pannosa (Holloway, 1976) — from Borneo and Sumatra
- Ozola plana (Warren, 1894) — from the Loyalty islands
- Ozola prouti (Holloway, 1976) — from Borneo
- Ozola pulverulenta (Warren, 1897) — southern Africa
- Ozola sinuicosta (Prout, 1910) — from Himalaya
- Ozola submontana (Holloway, 1976) — from Borneo
- Ozola spilotis (Meyrick, 1897) — from Java, Sumatra, and Sumbawa
- Ozola turlini (Herbulot, 1985) — from Sundaland and Sulawesi